# Nasenausfluss
Als Nasenausfluss (lat. Rhinorrhoe) bezeichnet man den krankhaften Abgang von Nasensekret aus den Nasenlöchern. Der Nasenausfluss kann wässrig (serös), schleimig (mukös), wässrig-schleimig (seromukös) oder eitrig (Rhinoblennorrhoe) sein, eventuell auch Blutbeimengungen aufweisen. Der Nasenausfluss kann einseitig sein (z. B. bei Fremdkörpern) oder beidseitig auftreten. Ursachen sind vor allem Nasenschleimhautentzündungen (Rhinitis) oder Nasennebenhöhlenentzündungen. Aber auch Erkrankungen des Rachens, von Kehlkopf, Luftröhre und unteren Atemwegen, beim Pferd auch des Luftsacks können mit Nasenausfluss einhergehen.
Nach der Ursache unterscheidet man infektiöse (Rhinitis), allergische, traumatische (Mittelgesichtsfraktur, Fremdkörper), chemische (Zigarettenrauch und andere reizenden Substanzen), onkologische (Tumoren), endokrine (Morbus Cushing), metabolische (Rhinitis gravidarum), neurologische (Cluster-Kopfschmerz), iatrogene (nach Nasenoperationen oder durch Medikamente) und systemische (Eosinophile Rhinopathie, Granulomatose mit Polyangiitis) Ursachen.
Bei serösem Nasenausfluss ist vor allem eine Rhinoliquorrhoe, also der Austritt von Liquor cerebrospinalis aus der Nase, auszuschließen.